# 埃夫罗塔斯河
埃夫罗塔斯河（希臘語：Ευρώτας）是希腊伯罗奔尼撒大区拉科尼亚专区的主要河流，也是伯罗奔尼撒半岛主要河流之一，源自阿卡迪亚专区，河流长约82公里，自北向南流入拉科尼亞灣。